# Сеннаар
Сенаа́р, также Шинар (др.-евр. שִׁנְעָר‬ Šin`ar в Септуагинте — Σενναάρ, Sennaar) — упоминаемая в Ветхом Завете местность в Месопотамии.

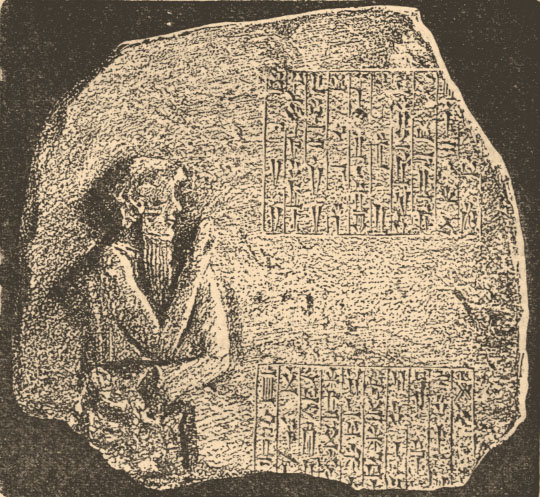
Амрафел

В Книге Бытия (Быт. 10:10) говорится, что в начале царство Нимрода составляли «Вавилон, Эрех, Аккад и Халне, в земле Сеннаар». В следующей главе (Быт. 11:2), сказано, что человечество, всё ещё говорившее на одном языке, после Потопа поселилось в Сеннааре, где и началось строительство Вавилонской башни. Далее (Быт. 14:1—9) упомянуто правление вавилонского царя Амрафела в Сеннааре. Сеннаар употребляется в качестве синонима Вавилонии в Книге Иисуса Навина (7:21), Книге пророка Исаии (11:11) и Книге пророка Захарии (5:11).
Распространенная точка зрения о связи топонима Сеннаар (др.-евр. Šin`ar‬) с древней областью Шумер, опровергается лингвистами; Šin`ar восходит к Shanhara — семитскому обозначению касситской Вавилонии населением к западу от Евфрата. Египетским обозначением Вавилонии/Месопотамии было Sngr (Sanagara), что отождествляется Сэйсом с Sanhar табличек Амарнского архива. В XIX—начале XX века этимология слова была предметом споров и спекуляций. Арчибальд Сейс отождествлял название «Шинар» с упомянутым в контексте азиатских завоеваний Тутмоса III Sngr (Sanagara), Sanhar/Sankhar Амарнских писем, греческой Сингарой и современным Синджаром в Верхней Месопотамии, недалеко от реки Хабур. Соответственно, он предполагал, что библейский Сеннаар находился в северной Месопотамии, признавая, однако, что Библия важными данными указывает на юг страны. Уильям Олбрайт идентифицировал с Шинаром среднеевфратскую страну Хана со столицей в Терке.